# Estland op de Olympische Zomerspelen 1924
Estland nam deel aan de Olympische Zomerspelen 1924 in Parijs, Frankrijk. Met in totaal zes medailles werd de 17e plaats in het medailleklassement gehaald.

## Medailleoverzicht
| Sport         | Olympiër                     | Onderdeel                | Medaille |
| ------------- | ---------------------------- | ------------------------ | -------- |
| Worstelen     | Eduard Pütsep                | -58kg Grieks-Romeins (m) | Goud     |
| Gewichtheffen | Alfred Neuland               | -75kg (m)                | Zilver   |
| Atletiek      | Aleksander Klumberg-Kolmpere | tienkamp (m)             | Brons    |
| Gewichtheffen | Jaan Kikkas                  | -75kg (m)                | Brons    |
| Gewichtheffen | Harald Tammer                | +82,5kg (m)              | Brons    |
| Worstelen     | Roman Steinberg              | -75kg Grieks-Romeins (m) | Brons    |

## Deelnemers en resultaten per onderdeel

### Atletiek
| Olympiër                     | Onderdeel                | Resultaat | Prestatie                            |
| ---------------------------- | ------------------------ | --------- | ------------------------------------ |
| Reinhold Kesküll             | 100m (m)                 | series    | serie 13: 5de in 11,5                |
| Herbert Küttim               | 100m (m)                 | DNS       | serie 1: niet gestart                |
| Reinhold Kesküll             | 200m (m)                 | series    | serie 16: 3de                        |
| Herbert Küttim               | 200m (m)                 | DNS       | serie 1: niet gestart                |
| Reinhold Kesküll             | 400m (m)                 | series    | serie 2: 4de                         |
| Herbert Küttim               | 400m (m)                 | DNS       | serie 1: niet gestart                |
| Johannes Villemson           | 800m (m)                 | DNS       | serie 8: niet gestart                |
| Aleksander Antson            | 1500m (m)                | series    | serie 3: 5de                         |
| Johannes Villemson           | 1500m (m)                | DNS       | serie 1: niet gestart                |
| Aleksander Antson            | 3000m steeplechase (m)   | DNS       | serie 1: niet gestart                |
| Jüri Lossman                 | marathon (m)             | 10e       | 2:57.54,6                            |
| Elmar Reiman                 | marathon (m)             | 30e       | 3:40.52,0                            |
| Valter Ever                  | verspringen (m)          | 19e       | kwalificatie groep 1: 6de met 6,585m |
| Valter Ever                  | hoogspringen (m)         | 15e       | kwalificatie groep 1: 2de met 1,75m  |
| Valter Ever                  | polsstokhoogspringen (m) | 15e       | kwalificatie groep 2: 9de met 3,20m  |
| Harald Tammer                | kogelstoten (m)          | 12e       | kwalificatie groep 1: 5de met 13,28m |
| Gustav Kalkun                | discuswerpen (m)         | 15e       | kwalificatie groep 2: 5de met 38,46m |
| Aleksander Klumberg-Kolmpere | discuswerpen (m)         | 17e       | kwalificatie groep 2: 9de met 49,61m |
| Valter Ever                  | tienkamp (m)             | DNF       | niet gefinisht                       |
| Aleksander Klumberg-Kolmpere | tienkamp (m)             | Brons     | 7329,360 punten                      |
| Eugen Neumann                | tienkamp (m)             | 16e       | 5899,105 punten                      |
| Elmar Rähn                   | tienkamp (m)             | 21e       | 5292,760 punten                      |

### Boksen
| Olympiër    | Onderdeel   | Resultaat | Prestatie                    |
| ----------- | ----------- | --------- | ---------------------------- |
| Valter Palm | -66,7kg (m) | 17e       | 1ste ronde: V van ARG Méndez |

### Gewichtheffen
| Olympiër            | Onderdeel   | Resultaat | Prestatie |
| ------------------- | ----------- | --------- | --- |
| Gustav Ernesaks     | -60kg (m)   | 6e        | trekken 1 hand: 3de met 60kg stoten 1 hand: 1ste met 80kg (OR) drukken: 10de met 67,5kg trekken: 8ste met 72,5kg stoten: 12de met 92,5kg totaal: 280kg |
| Aleksander Richmann | -60kg (m)   | DNS       | niet gestart |
| Voldemar Noormägi   | -67,5kg (m) | 22e       | trekken 1 hand: 13de met 62,5kg stoten 1 hand: 10de met 75kg drukken: 1ste met 85kg (OR) trekken: 18de met 72,5kg stoten: geen geldige poging          |
| Eduard Vanaaseme    | -67,5kg (m) | 6e        | trekken 1 hand: 6de met 65kg stoten 1 hand: 9de met 77,5kg drukken: 1ste met 85kg (OR) trekken: 9de met 80kg stoten: 8de met 107,5kg totaal: 415kg     |
| Jaan Kikkas         | -75kg (m)   | Brons     | trekken 1 hand: 6de met 70kg stoten 1 hand: 4de met 87,5kg drukken: 9de met 80kg trekken: 6de met 85kg stoten: 1ste met 127,5kg totaal: 450kg          |
| Alfred Neuland      | -75kg (m)   | Zilver    | trekken 1 hand: 1ste met 82,5kg (WR) stoten 1 hand: 2de met 90kg drukken: 14de met 77,5kg trekken: 2de met 90kg stoten: 6de met 115kg totaal: 455kg    |
| Saul Hallap         | -82,5kg (m) | 9e        | trekken 1 hand: 5de met 75kg stoten 1 hand: 2de met 95kg drukken: 6de met 90kg trekken: 9de met 90kg stoten: 12de met 115kg totaal: 465kg              |
| Kalju Raag          | +82,5kg (m) | 7e        | trekken 1 hand: 2de met 80kg stoten 1 hand: 5de met 92,5kg drukken: 10de met 90kg trekken: 5de met 97,5kg stoten: 4de met 130kg totaal: 490kg          |
| Harald Tammer       | +82,5kg (m) | Brons     | trekken 1 hand: 9de met 75kg stoten 1 hand: 2de met 95kg drukken: 10de met 90kg trekken: 5de met 97,5kg stoten: 1ste met 140kg (OR) totaal: 497,5kg    |

### Voetbal
| Olympiër | Onderdeel | Resultaat | Prestatie                               |
| --- | --------- | --------- | --------------------------------------- |
| August Lass Arnold Pihlak Otto Silber Elmar Kaljot Bernhard Rein Harald Kaarman Hugo Väli Heinrich Paal Eduard Ellman-Eelma Oskar Üpraus Ernst Joll Johannes Brenner Eugen Einmann Aleksander Gerassimov Sergei Javorski Alfei Jürgenson Johannes Kihlefeldt Johannes Lello Ralf Liivar Raimond Põder Voldemar Rõks Evald Tipner | mannen    | 17e       | 1ste ronde: V van Verenigde Staten: 0-1 |

### Worstelen
| Olympiër        | Onderdeel   | Resultaat   | Prestatie |
| Vrije stijl     | Vrije stijl | Vrije stijl | Vrije stijl |
| --------------- | ----------- | ----------- | --- |
| Anton Koolmann  | -61kg (m)   | 10e         | 1ste ronde: V van USA Reed zilveren halve finale: V van USA Newton |
| Osvald Käpp     | -66kg (m)   | 16e         | 1ste ronde: V van GBR Gardiner |
| Alfred Praks    | -66kg (m)   | 7e          | 1ste ronde: W van USA Martter kwartfinale: V van FIN Haavisto |
| Grieks-Romeins  |             |             | |
| Anton Koolmann  | -58kg (m)   | 13e         | 1ste ronde: W van FRA Appruzeze 2de ronde: V van ITA Gozzi 3de ronde: V van FIN Ikonen                                                                                                   |
| Eduard Pütsep   | -58kg (m)   | Goud        | 1ste ronde: W van BEL Slock 2de ronde: W van FIN Ikonen 3de ronde: W van Tsjecho-Slowakije Skopovy 4de ronde: W van FIN Ahlfors 5de ronde: W van HUN Magyar 6de ronde: W van SWE Hansson |
| Osvald Käpp     | -62kg (m)   | 8e          | 1ste ronde: W van FRA Rottenfluc 2de ronde: W van HUN Nemeth 3de ronde: V van DEN Torgensen 4de ronde: V van FIN Anttila                                                                 |
| Voldemar Väli   | -62kg (m)   | 8e          | 1ste ronde: W van BEL Rottiers 2de ronde: W van ESP Giraly 3de ronde: V van NOR Nord 4de ronde: V van HUN Radvany                                                                        |
| Albert Kusnets  | -67,5kg (m) | 4e          | 1ste ronde: W van FRA Metayer 2de ronde: W van SWE Borgströ 3de ronde: W van ITA Ranghieri 4de ronde: W van HUN Matura 5de ronde: W van NOR Gaupseth 6de ronde: V van FIN Westerlund     |
| Alfred Praks    | -67,5kg (m) | 10e         | 1ste ronde: W van DEN Askehave 2de ronde: W van POL Rekawek 3de ronde: V van LAT Ronis 4de ronde: V van FIN Westerlund                                                                   |
| Roman Steinberg | -75kg (m)   | Brons       | 1ste ronde: W van HUN Györgyei 2de ronde: vrij 3de ronde: W van Tsjecho-Slowakije Pražky 4de ronde: W van FRA Domas 5de ronde: V van ITA Gorletti 6de ronde: W van AUT Fischer           |
| Rudolf Loo      | -82,5kg (m) | 6e          | 1ste ronde: V van FIN Wecksten 2de ronde: W van ITA Bonnefonti 3de ronde: W van HUN Dömény 4de ronde: V van FIN Pellinen                                                                 |

Argentinië · Australië · België · Brazilië · Brits-Indië · Bulgarije · Canada · Chili · Cuba · Denemarken · Ecuador · Egypte · Estland · Filipijnen · Finland · Frankrijk · Griekenland · Groot-Brittannië · Haïti · Hongarije · Ierland · Italië · Japan · Joegoslavië · Letland · Litouwen · Luxemburg · Mexico · Monaco · Nederland · Nieuw-Zeeland · Noorwegen · Oostenrijk · Polen · Portugal · Roemenië · Spanje · Tsjecho-Slowakije · Turkije · Uruguay · Verenigde Staten · Zuid-Afrika · Zweden · Zwitserland